# Mike Harder
Mike Harder (Winnipeg, 8 febbraio 1973) è un allenatore di hockey su ghiaccio ed ex hockeista su ghiaccio canadese, di ruolo attaccante.

## Carriera
È alto 183 cm per 80 kg di peso. Ha esordito nella NCAA con la Colgate University nella stagione 1993-94 con 33 presenze e 21 gol. Dopo 4 stagioni passò nella International Hockey League (IHL) nella stagione 1996-97 con i Milwaukee Admirals (7 presenze e 1 gol), poi nella American Hockey League (AHL) con gli Hamilton Bulldogs (2 presenze), per poi ritornare con i Milwaukee Admirals (64 presenze e 20 gol) nella stagione 1997-98. Sempre nella stagione 1997-98 ritornò nella American Hockey League (AHL) con gli Springfield Falcons (3 presenze e 2 gol) e poi con i Rochester Americans (79 presenze e 31 gol). Nella stagione 1999-00 passà agli Hartford Wolf Pack (56 presenze e 18 gol) e successivamente ai Louisville Panthers (38 presenze e 13 gol). Nella stagione 2001-02 giocò in Finlandia nella SM-Liiga con i HPK Hämeenlinna (4 presenze) e poi in Svezia con i Brynäs IF nella Elitserien (11 presenze e 4 gol).
Nel 2002 è approdato in Italia, con la maglia dell'Hockey Club Merano, dove colleziona 26 presenze e 18 gol.
Nella stagione 2003-04 gioca in Germania nella Deutsche Eishockey Liga (DEL) con 50 presenze e 2 gol con i Frankfurt Lions. La stagione successiva giocò inizialmente nella ECHL dove riuscì a collezionare 45 presenze e 12 gol con i Charlotte Checkers e poi ritornò nella DEL con l'ERC Ingolstadt (7 presenze).
Nel 2005 ritornò in Italia, con la maglia dell'Hockey Club Alleghe, squadra dove ha militato fino alla stagione 2008/2009, collezionando 42 presenze e 21 gol nella stagione d'esordio. Concluse la propria carriera da giocatore nel 2010 alternando presenze in Nordamerica con i Trenton Devils e i Charlotte Checkers e in Europa con gli austriaci del VEU Feldkirch.
Nella stagione 2011-2012 ha svolto l'incarico di assistente allenatore del Cortina.
Dal 2013 al 2019 ha fatto invece parte dello staff di allenatori della squadra di hockey su ghiaccio della Colgate University.

## Palmarès

### Club
- Calder Cup: 1

Hartford: 1999-2000
- Campionato tedesco: 1

Francoforte: 2003-2004

### Individuale
- Maggior numero di assist della Serie A: 2

2006-2007 (53 assist), 2007-2008 (33 assist)
- Capocannoniere della Serie A: 1

2006-2007 (74 punti)